# V (Vanessa Hudgens)
V is het eerste album van Vanessa Hudgens, dat uitkwam op 26 september 2006.
De V staat voor haar naam, Vanessa, maar eveneens voor Variety. Van het album zijn twee singles uitgebracht, te weten Come Back to Me en Say OK.

## Nummers
1. "Come Back to Me" – 2:47
2. "Let Go" – 2:48
3. "Say OK" – 3:41
4. "Never Underestimate a Girl" – 3:03
5. "Let's Dance" – 2:53
6. "Drive" (Haywood, Norland) – 3:25
7. "Afraid" – 3:17
8. "Promise" – 3:16
9. "Whatever Will Be" – 3:47
10. "Rather Be with You" – 3:34
11. "Psychic" – 3:01
12. "Lose Your Love" – 3:01